# Париж. Город мёртвых
«Париж. Город мёртвых» (англ. As Above, So Below — «Как наверху, так и внизу») — фильм ужасов 2014 года режиссёра Джона Эрика Даудла, снятый в стиле псевдодокументалистики. В центре сюжета — группа молодых исследователей, пытающихся разгадать загадку Николя Фламеля и отыскать философский камень, который по сюжету находится в Париже, под могилой самого Фламеля.
Мировая премьера фильма состоялась 28 августа 2014 года. В России — 2 октября 2014 года.
Теглайн фильма — «Увидеть Париж и умереть…».

## Сюжет
Скарлетт Марлоу (Пердита Викс) — молодая учёная, изучающая историю, криптографию и алхимию. В своих исследованиях она продолжает дело своего отца, сошедшего с ума и покончившего жизнь самоубийством. Он пытался найти философский камень (реактив, необходимый для успешного осуществления превращения металлов в золото, а также для создания эликсира жизни) и разгадать загадку Николя Фламеля — алхимика, который, согласно преданию, нашёл философский камень в XIV веке.
Семейная драма помешала реализации планов профессора Марлоу и его дело решила продолжить его дочь — Скарлетт. Она отправляется в экспедицию в Иран, где находит каменную плиту с надписями на неизвестном ей арамейском языке. Она снимает плиту на видеокамеру и отправляется в Париж, где находит своего бывшего любовника Джорджа. Поначалу он избегает Скарлетт, так как по её вине он провёл неделю в одиночной камере одной из тюрем в Турции, но после уговоров соглашается помочь ей, но только исключительно с переводом.
Переведённая надпись приводит их к выводу о том, что философский камень спрятан в Париже, в катакомбах на улице, где (предположительно) находилась могила Фламеля. Скарлетт хочет пробраться туда, но понимает, что она не сможет сделать этого в одиночку, а Джордж отказывается помогать ей в этом. Во время экскурсии в катакомбах незнакомый парень советует им найти человека по имени Папильон, после чего буквально растворяется в воздухе.
Джордж и Скарлетт находят Папильона в одном из ночных клубов Парижа. Они говорят ему, что ищут сокровища, спрятанные где-то в парижских катакомбах. Он соглашается помочь им, но при условии, что получит 50 % клада. Скарлетт говорит, что готова отдать ему всё, и деньги — это не главное для неё, но её тут же обрывает Джордж и говорит, что они отдадут не всё, а только половину. Папильон (Франсуа Сивиль) и его подружка Сукси (Марион Ламберт) соглашаются на дело. Позже они заручаются поддержкой их общего друга Зэда (Али Махьяр) и специалиста по электронике Бенджи (Эдвин Ходж). Они находят туннель, но Джордж отказывается лезть туда и говорит, что будет дежурить на телефоне, но тут их находит полиция и пытается задержать. Убегая от полиции, Джордж забегает в туннель вслед за остальными, и тогда туннель обваливается, заваливая выход.
В самом начале мероприятия герои сталкиваются с сектантами, которые исполняют песнопения. Они пугают Скарлетт, но Папильон успокаивает её, говоря, что тут «много чудиков». Они натыкаются на два прохода, один из которых завален человеческими костями. Папильон предлагает идти по костям, но Скарлетт говорит, что по карте оба туннеля ведут к одному выходу, но свободный короче, а идя по костям они потеряют лишнее время и, вдобавок, он более травмоопасный. В ответ на это Папильон говорит, что тот туннель проклятый и в нём пропадают люди. Он рассказывает историю человека по прозвищу Крот, который знал все проходы и туннели. Все, кроме этого. И два года назад Крот вошёл в него и пропал без вести.
Это убеждает Скарлетт идти по костям. При прохождении через туннель застревает Бенджи, но его удаётся вытащить. Проходя вглубь, они находят того самого Крота, который считался погибшим в течение двух лет, и он соглашается провести их вниз. Проходя далее, они находят гробницу рыцаря-тамплиера (причём сам рыцарь идеально сохранился и даже не начал разлагаться, несмотря на то, что умер примерно 700 лет назад), сокровища и камень. Скарлетт берет камень, а в этот момент остальные выламывают решетку, чтобы добраться до сокровищ, но это оказывается ловушка. Туннель начинает обрушиваться, а Сукси получает открытый перелом руки. Используя магические свойства камня, Скарлетт вылечивает её. Проходя дальше, они находят карту в виде звезды Давида и надпись, гласящую: «Как наверху, так и внизу»; иными словами, чтобы выбраться, они должны спускаться дальше, вниз. Проходя далее, они видят коридор с надписью «Εγκαταλείψτε κάθε ελπίδα εσείς που εισέρχονται εδώ» («Оставь надежду всяк сюда входящий»). Скарлетт поясняет, что по старинной легенде эта надпись находится над входом в ад.
Они идут дальше, но Крот набрасывается на Сукси и убивает её, проломив ей голову. Затем на них нападают сектантки, которых они видели в начале пути, женщина с ребёнком сталкивает вниз Бенджи, и он разбивается насмерть. Далее они видят горящий автомобиль с человеком внутри. Человек поворачивает лицо в их сторону, Скарлетт и Джордж узнают художника, который посоветовал им найти Папильона. У Папильона начинается паника (видимо, в его жизни был похожий эпизод). Человек выбрасывается из машины, хватает Папильона. Моментально их охватывает столб пламени и они уходят под землю.
Затем оставшиеся герои находят статуи, одна из которых кусает Джорджа за шею. Скарлетт понимает, что найти настоящий камень она сможет, вернув этот. Она возвращается в гробницу и возвращает камень. Глядя в полированное зеркало Скарлетт понимает, что она и есть настоящий камень. Она возвращается и целует Джорджа, держа его за раны, тем самым исцеляя. Она объясняет, что это и есть ад, и они видят всё то, что терзало их при жизни. Например, Джордж с братом в детстве купались в катакомбах, его брат застрял, Джордж обещал привести помощь, но заблудился в пещере, а его брат утонул, дожидаясь его, и призрак брата преследует его здесь.
В день самоубийства отец Скарлетт пытался с ней о чём-то поговорить, но та была слишком занята, и призрак, принимающий образ повесившегося отца, пугает Скарлетт. Демоны не оставляют в покое Зэда, потому что у него есть незаконнорожденный ребёнок. Он знает, что ребёнок от него, но отказывается его признавать. Скарлетт говорит, что очищение — это путь к спасению. Каждый из них раскаивается в своих грехах, но тут их начинают преследовать демоны в плащах и капюшонах. Все трое прыгают в глубокую яму и находят на дне люк. Открывая его, они выбираются на улицу Парижа. Шокированный Зэд уходит, а Джордж и Скарлетт обнимаются.

## В ролях
| Актёр          | Роль                   |
| -------------- | ---------------------- |
| Пердита Викс   | Скарлетт               |
| Бен Фельдман   | Джордж                 |
| Эдвин Ходж     | Бенджи                 |
| Франсуа Сивиль | Папильон               |
| Марион Ламберт | Сукси                  |
| Али Махьяр     | Зэд                    |
| Косме Кастро   | Крот                   |
| Рождер ван Хул | погибший отец Скарлетт |

## Производство
С разрешения французских властей фильм был снят в настоящих катакомбах Парижа. Прежде чем работать над сценарием, братья Даудлы две недели пробыли в парижских катакомбах вместе с экспертом. После чего они признались, что там было действительно очень жутко. Благодаря пережитому ими страху, фильм вышел достаточно реалистичным.

## Критика
Коммерчески фильм был успешным — при бюджете в 5 млн долларов он собрал более 40 млн, но критики встретили его холодно. На сайте Rotten Tomatoes он имеет рейтинг 27 %.

### Комментарии
1. ↑  На самом деле это цитата из «Божественной комедии» Данте, а не «старинная легенда».